# Dornheim (Thuringe)
Dornheim est une municipalité allemande du land de Thuringe, dans l'arrondissement d'Ilm, au centre de l'Allemagne. En 2015, sa population est de 569 habitants.

## Histoire
Les traces archéologiques de peuplement humain dans le Dornheimer Flur remontent au Néolithique. De nombreuses découvertes indiquent une colonisation précoce active dans la région de Dornheim.[2] Au nord du Wolfsbach se trouvait la colonie de Wenigen-Dornheim jusqu'au XIIIe siècle environ.
La première mention documentée remonte à 815 dans un acte de propriété de l'abbaye d'Hersfeld. Le bailli de la Maison de Schwarzbourg, Christoph von Entzenberg, a acquis un fief en 1553 et y construit un manoir. En 1587, son fils Melchior fait construire la "Maison Jaune" (également appelée château de Dornheim ou le château à douves) avec douves et pont-levis. Friedrich Gotthardt Bertuch a acquis la propriété au milieu du XVIIIe siècle. La fille de Bertuch a épousé l'entrepreneur d'Arnstadt Christian Gottfried Schierholz (1787-1851), qui a créé une fromagerie, une distillerie de spiritueux et une vinaigrerie dans le manoir. En 1820, il reprend la manufacture de porcelaine de Plaue et délocalise en partie sa production à Dornheim. Pendant 18 ans, la porcelaine Schierholzsche a été peinte, cuite et expédiée à partir de Dornheim. En 1906, le domaine et le château sont passés à la famille von Witzleben après leur remariage.
Dornheim a été touché par les chasses aux sorcières en 1682-1690. Deux enfants, un écolier et un adolescent de 14 ans, ont été accusés d'avoir fabriqué des poux et des souris lors de procès de sorcières.[3]
Le 17 octobre 1707, Johann Sebastian Bach épousa sa deuxième cousine Maria Barbara Bach dans l'église du village. Entre 1733 et 1770, le géographe et polymathe Johann Gottfried Gregorii alias Melissantes travailla comme pasteur luthérien à Dornheim. Il a contribué de manière significative à l'entretien de l'église. En 1734, il fit couler deux petites cloches par le fondeur de cloches Nicolaus Jonas Sorber d'Erfurt. À Dornheim, il rédige son amusant manuel Geisths pour les citoyens et les agriculteurs (1744) avec de nombreuses descriptions de professions historiques (organiste, facteur d'orgues, fondeur de cloches, perruquier)[4].
En août 1813, un membre d'un corps franc prussien enleva 200 chevaux d'entraînement français à Dornheim. Le Landkammerrat Schierholz a pu empêcher les Français, qui avaient déjà encerclé Dornheim, d'incendier le village dans un acte de vengeance.
Le 26 octobre 1813, après la Bataille des Nations près de Leipzig, les dirigeants s'allièrent contre Napoléon, le tsar russe Alexandre Ier, l'empereur autrichien François II et probablement le prince héritier prussien, plus tard le roi Friedrich Wilhelm IV, pour coordonner leurs opérations militaires (Réunion des Trois Monarques). L'empereur autrichien a séjourné au manoir de Dornheim, le tsar au château d'Arnstadt. Cependant, selon les dernières recherches, il est devenu très peu probable que le roi prussien assiste à la réunion.[5] L'armée autrichienne campait entre Dornheim et Arnstadt, les gardes russes bivouaquaient entre Dornheim et Kirchheim.
Jusqu'en 1918, le lieu appartenait à la suzeraineté de la Principauté de Schwarzburg-Sondershausen. En 1923, Carl Wilke loue le domaine de Dornheim avec l'usine périphérique de Käfernburg, avec une zone d'activité de 317 hectares.[6] À partir de 1936, Alfred Adalbert von Witzleben-Wurmb dirigea le manoir de Dornheim, ainsi que le manoir d'Angelroda.
En 1944/1945, des avions de chasse allemands s'écrasent à plusieurs reprises près du village. Une "Flying Fortress" américaine a également été abattue près de Dornheim. Les cinq membres d'équipage ont pu survivre grâce à leur parachute, ils ont atterri près du Monument des Trois Monarques.
Dès le début de 1945, le village, le château et la maison de l'inspecteur accueillent un grand nombre d'expulsés des régions de l'est de l'Allemagne.
Avant que Dornheim ne soit occupée par les troupes américaines en avril 1945, elle était sous le feu de l'artillerie. Début juillet 1945, l'Armée rouge reprend l'occupation de Dornheim, ainsi que de toute la Thuringe. Cela l'a intégrée de la zone d'occupation soviétique et, à partir de 1949, de la RDA.
Alfred von Witzleben (de) a été arrêté par l'administration militaire soviétique le 25 juillet 1945 et est mort dans un camp d'officiers soviétique en décembre 1945. Son épouse Clémentine et leurs trois enfants ont été expulsés de Dornheim par les autorités soviétiques en octobre, et ils ont ensuite pu fuir vers l'Allemagne de l'Ouest.[7]
Une partie de la famille de Götz qui a fui l'Est et a été recueillie par les Witzlebens s'est suicidée, y compris leurs trois enfants, le 23 août 1945 - de peur que le chef de famille, Georg Jürgen von Götz, ne soit à nouveau arrêté par le NKVD.[8][9]
Le château complètement intact a été pillé et en 1947 il était déjà sévèrement dévasté. L'administration du musée d'Arnstadt n'a pu économiser qu'une petite quantité de l'inventaire. Au début de 1948, le château a été complètement démoli. Peu de choses ont été conservées également des bâtiments de la ferme du manoir. Un vestige des douves autour du château existe toujours.
Les biens ont été expropriés sans compensation et transférés à des agriculteurs réinstallés et pauvres. La collectivisation forcée de l'agriculture a suivi dans les années 1950.

## Source de la traduction
- (de) Cet article est partiellement ou en totalité issu de l’article de Wikipédia en allemand intitulé « Dornheim (Thüringen) » (voir la liste des auteurs).